# كامبريدج يونايتد
نادي كامبريدج يونايتد لكرة القدم (بالإنجليزية: Cambridge United Football Club)‏ هو نادٍ إنجليزي لكرة القدم يلعب في دوري الدرجة الرابعة . تم تأسيس النادي في سنة 1912 .
تأسس الفريق باسم ابي يونايتد ثم تغير اسمه في عام 1951 إلى كامبريدج يونايتد.